# Земпахское озеро
Земпахское озеро или Земпахер-Зе (нем. Sempachersee) — озеро в Швейцарии, располагается на территории кантона Люцерн. Относится к бассейну реки Аре.
Находится на Швейцарском плоскогорье на высоте 504 м над уровнем моря, юго-восточнее города Зурзе. Продолговатой формы, вытянуто в направлении северо-запад — юго-восток на 7,5 км, шириной 2,4 км. Площадь водной поверхности — 14,4 км². Наибольшая глубина — 87 м, средняя — 44 м. Объём — 0,639 км³. Площадь водосбора (без учёта акватории озера) — 61,44 км². С северо-западной стороны из озера вытекает река Зур, правый приток нижнего течения Аре.